# Edna Mayo

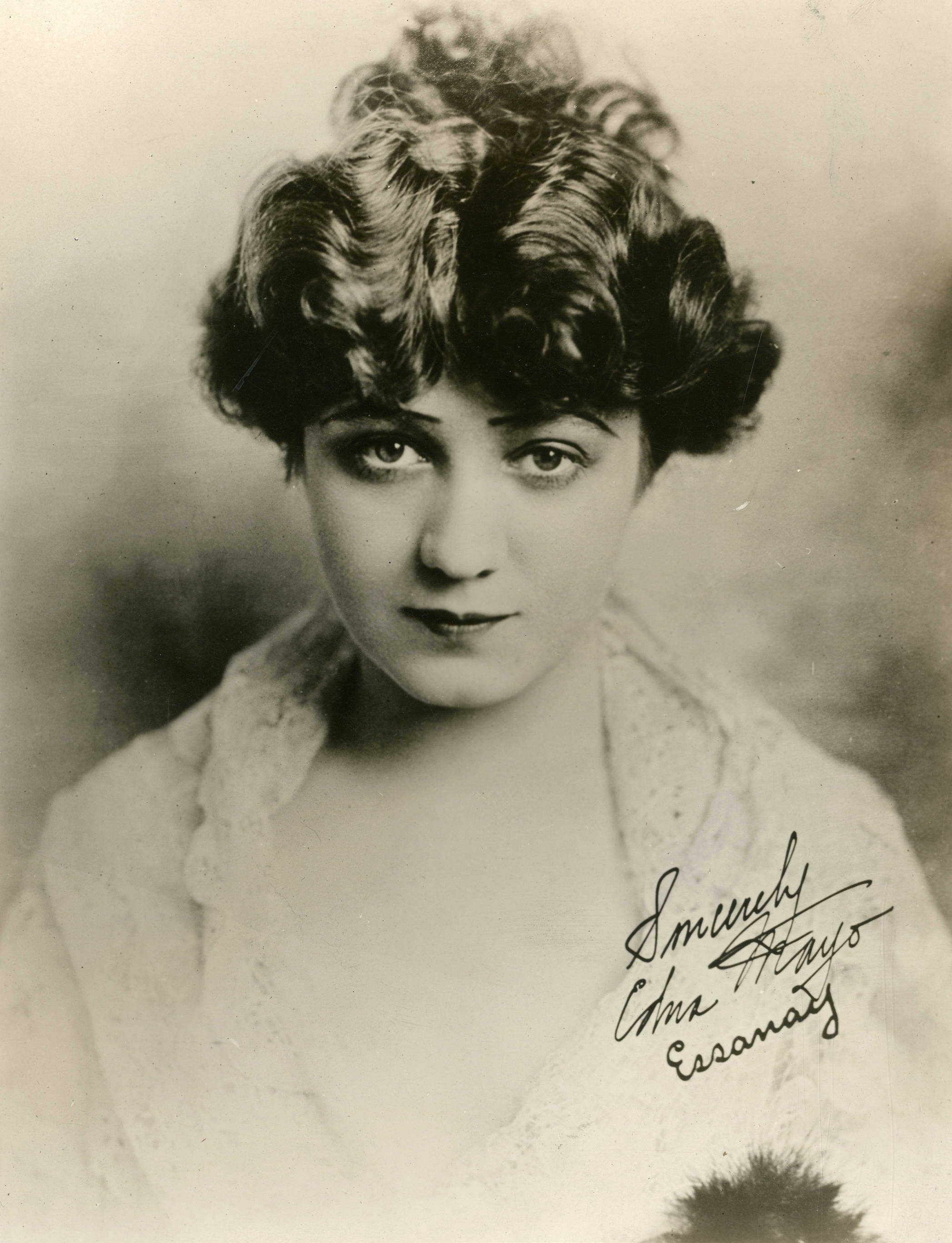
Edna Mayo, 1916

Edna Mayo, eigentlich Edna Lane (* 23. März 1895 in Philadelphia, Pennsylvania; † 5. Mai 1970 in San Francisco, Kalifornien), war eine US-amerikanische Theaterschauspielerin und Filmschauspielerin während der Stummfilm-Ära.

## Leben
Ihre Karriere dauerte im Wesentlichen von 1914 bis 1918, als sie zeitweilig eine der führenden Darstellerinnen bei Essanay war, d. h., sie endete bereits vor dem Aufkommen des Tonfilms. Mayo war auf romantische Verwirrungstragödien wie in „The Misleading Lady“ von 1916 spezialisiert. In einem Interview gegenüber dem Boonville Standard verkündete sie aus Publicitygründen, dass sie für die Szene, in der sie mit ihrem Wagen entführt wurde, doch tatsächlich ihr eigenes Automobil zur Verfügung gestellt habe. Miss Mayo smilingly declared that if she were to be stolen away by a man who loved her she would rather it be done in her own car. Aus heutiger Sicht ist der Film deshalb interessant, da der in vielen Screwball-Comedys der 1930er und 1940er agierende Edward Arnold hier seinen ersten Auftritt hatte.
Ihr Auftritt in „Woman Hater“ war wohl eine einmalige Rückkehr ins Filmgeschäft, in dem sie nur die verschmähte Braut eines Misanthropen, gespielt von Henry B. Walthall, zu spielen hatte.

## Filmografie (Auswahl)
- 1914: Aristocracy
- 1914: Michael Arnold and Doctor Lynn
- 1914: The Key to Yesterday
- 1914: The Million
- 1914: The Quest of the Sacred Jewel
- 1915: A Bit of Lace
- 1915: Caught
- 1915: Despair
- 1915: Frauds
- 1915: Graustark
- 1915: Stars Their Courses Change
- 1915: The Blindness of Virtue
- 1915: The Edge of Things
- 1915: The Family Divided
- 1915: The Greater Courage
- 1915: The Warning
- 1915: Woman Hater
- 1916: The Chaperon
- 1916: The Misleading Lady
- 1916: The Return of Eve
- 1916: The Scapegoat
- 1916: The Strange Case of Mary Page
- 1918: Hearts of Love
- 1925: Woman Hater